# Natascha Zowislo-Grünewald
Natascha Zowislo-Grünewald (geboren Zowislo; * 1974) ist eine deutsche Kommunikationswissenschaftlerin.

## Karriere
Zowislo-Grünewald studierte Geschichte, Soziologie und Medienwissenschaften an der Universität Mannheim. Danach absolvierte sie an der Paul H. Nitze School of Advanced International Studies in Washington, D.C. und Bologna einen Master of Arts in International Relations und International Economics.
Von 1999 bis 2001 war sie für die Deutsche Bank in Frankfurt am Main tätig. 2000 wurde sie zum Dr. phil. promoviert. Von 2001 bis 2005 arbeitete sie für PricewaterhouseCoopers im Marketing/PR. 2008/09 war sie Associate Professor of Corporate Communication an der International University in Germany in Bruchsal. 2010 habilitierte sie sich an der Universität Bayreuth und wurde Professorin für Unternehmenskommunikation an der Fakultät für Betriebswirtschaft der Universität der Bundeswehr München in Neubiberg.

### Privates
Sie ist verheiratet und Mutter von zwei Kindern.

## Schriften (Auswahl)
- mit Heike Schwab: Praxishandbuch Kommunikationsmanagement. Grundlagen und Instrumente der internen und externen Unternehmenskommunikation. Campus, Frankfurt am Main u. a. 2002, ISBN 3-593-37090-5.
- mit Heike Schwab: Interne Kommunikation im Veränderungsprozess. Mitarbeiter gezielt informieren und erfolgreich einsetzen. Gabler, Wiesbaden 2003, ISBN 3-409-12016-5.
- mit Jürgen Schulz, Detlef Buch (Hrsg.): Den Krieg erklären. Sicherheitspolitik als Problem der Kommunikation. Lang, Frankfurt am Main u. a. 2011, ISBN 978-3-631-61311-5.
- mit Achim Kinter, Jürgen Schulz (Hrsg.): Mitarbeiterführung im 21. Jahrhundert. Der Erfolg der anderen (= Schriftenreihe Kommunikation in Politik und Wirtschaft. Bd. 7). Nomos, Baden-Baden 2013, ISBN 978-3-8487-0608-2.